# Muirmiris
Muirmiris is een geslacht van wantsen uit de familie van de Miridae (Blindwantsen). Het geslacht werd voor het eerst wetenschappelijk beschreven door Carvalho in 1983.

## Soorten
Het genus bevat de volgende soort:

- Muirmiris borneensis Carvalho, 1983